# 上島村 (新潟県)
上島村（かみしまむら）は、かつて新潟県南魚沼郡にあった村。

## 沿革
- 1889年（明治22年）4月1日 - 町村制施行に伴い南魚沼郡上十日町村、島新田が合併し、上島村が発足。
- 1906年（明治39年）4月1日 - 南魚沼郡塩沢町、吉里村、栃窪村、富実村、中目来田村、大富村（一部）と合併し、塩沢町を新設して消滅。